# Miguel Ángel Rodríguez (Leichtathlet)
Miguel Ángel Rodríguez Gallegos (* 5. Januar 1967 in Chihuahua) ist ein mexikanischer Geher.
Sein bedeutendster Erfolg war der Gewinn der Bronzemedaille im 50-km-Gehen bei den Leichtathletik-Weltmeisterschaften 1997 in Athen. Er erreichte das Ziel in 3:48:30 h hinter Robert Korzeniowski (3:44:46 h) und Jesús Ángel García (3:44:59 h). Bei den vorangegangenen Weltmeisterschaften in Göteborg hatte Rodríguez noch den vierten Platz belegt.
Er nahm zwischen 1992 und 2004 viermal an Olympischen Spielen teil. Seine besten Platzierungen auf der 50-Kilometer-Distanz waren der siebte Platz bei den Olympischen Spielen 2000 in Sydney und der achte Platz bei den Olympischen Spielen 1992 in Barcelona. Außerdem gewann er zwei Silbermedaillen bei Panamerikanischen Spielen (1991 und 1995).
Miguel Ángel Rodríguez ist 1,73 m groß und hatte ein Wettkampfgewicht von 62 kg.